# Silent Running (On Dangerous Ground)
«Silent Running (On Dangerous Ground)» es una canción de la banda británica Mike and the Mechanics. Fue publicada el 7 de octubre de 1985 por WEA Records como el sencillo principal de su primer álbum de estudio Mike + The Mechanics.

## Video musical
El videoclip de la canción presenta algunos clips de la película Choke Canyon, pero se basa principalmente en una historia completamente ajena en la que se basa la letra de la canción. Billy Drago hace un cameo en el video. Fue producido por Paul Flattery y dirigido por James Yukich.

## Posicionamiento

### Gráfica semanal
| Gráfica (1985–86)                                  | Pico de posición |
| -------------------------------------------------- | ---------------- |
| Alemania (Official German Charts)                  | 8                |
| Australia (Kent Music Report)                      | 23               |
| Canadá (RPM Top Singles)                           | 8                |
| Estados Unidos (Billboard Hot 100)                 | 6                |
| Estados Unidos (Billboard Mainstream Rock Airplay) | 1                |
| Irlanda (Irish Singles Chart)                      | 21               |
| Países Bajos (Single Top 100)                      | 39               |
| Polonia (LP3)                                      | 23               |
| Reino Unido (UK Singles Chart)                     | 21               |

### Gráfica de fin de año
| Gráfica (1986)                     | Pico de posición |
| ---------------------------------- | ---------------- |
| Alemania (Official German Charts)  | 65               |
| Canadá (RPM Top Singles)           | 77               |
| Estados Unidos (Billboard Hot 100) | 70               |